# Грязи (Московская область)
Грязи — деревня в Можайском районе Московской области в составе сельского поселения Бородинское. Численность постоянного населения по Всероссийской переписи 2010 года — 4 человека. До 2006 года Грязи входили в состав Бородинского сельского округа.
Деревня расположена в северо-западной части района, примерно в 19 км к северо-западу от Можайска, у истока реки Сатка (левый приток Колочи), высота центра над уровнем моря 223 м. Ближайшие населённые пункты — Ерышово на западе, Горячкино на северо-западе и Сады на юге.